# 만종 분기점
만종 분기점(萬鍾分岐點, Manjong Junction, 만종JC)은 강원특별자치도 원주시 호저면 만종리와 지정면 신평리에 걸쳐 설치된 영동고속도로와 중앙고속도로가 만나는 분기점이다. 1994년 12월 12일에 중앙고속도로 만종 분기점 - 남원주 나들목 구간이 개통되면서 신설되었다.

## 연혁
- 1994년 12월 15일 : 중앙고속도로 남원주 ~ 만종 구간 개통과 함께 영업 개시[1]

## 구조물 정보
직결램프 포함 클로버형 입체 교차로이며,영동고속도로 인천 방향으로 이어지는 것이 직결형이다.
- 위치: 강원특별자치도 원주시 호저면 만종리, 지정면 신평리

## 접속하는 노선

### 인천・강릉방면
- 영동고속도로 (26번)

### 부산・춘천방면
- 중앙고속도로 (32번)

## 인근 정보
- 중앙선 만종역